# Gastrotheca coeruleomaculatus
Espèce
Synonymes
- Hylodes coeruleomaculatus Werner, 1899

Gastrotheca coeruleomaculatus est une espèce d'amphibiens de la famille des Hemiphractidae.

## Systématique
L'espèce Gastrotheca coeruleomaculatus a été initialement décrite en 1899 par Franz Werner sous le protonyme Hylodes coeruleomaculatus.

## Répartition
Cette espèce est endémique de Bolivie où elle est présente entre 2 000 et 2 800 m d'altitude sur le versant Est de la Cordillère des Andes orientale.

## Description
Le plus grand spécimen en possession de Franz Werner pour sa publication mesurait 34 mm.

## Publication originale
- (de) Franz Werner, « Beschreibung neuer Reptilien und Batrachier », Zoologischer Anzeiger, Elsevier, vol. 22,‎ 3 novembre 1899, p. 479-484 (ISSN 0044-5231 et 1873-2674, OCLC 300273791, lire en ligne).